# Animal Justice
Animal Justice je třípísňové EP Johna Calea, celkově první EP v jeho kariéře. Album vyšlo v září 1977 u vydavatelství Illegal Records. Skladba „Chickenshit“ byla určena pro hudebníky, kteří odešli z jeho koncertu při „Croydonském incidentu“. Píseň „Hedda Gabbler“ pojednává o americké aktivistce proti homosexuálům Anitě Bryant. Cale při nahrávání alba nahrál ještě dvě písně „Jack the Ripper“ a „Ton Ton Macoute“, které se na EP nakonec nedostaly. Autorkou fotografií na obalu alba je Jill Furmanovsky. Producentem alba byl John Cale a výkonným producentem pak Wartoke Concern. Později album vyšlo jako bonus na albu Sabotage/Live (vyšlo u Diesel Motor Records na CD) původně z roku 1979. Bylo doplněné ještě o skladbu „Rosegarden Funeral of Sores“, která původně vyšla jako B-strana singlu „Mercenaries“.

## Seznam skladeb
| Pořadí         | Název          | Autor          | Délka |
| -------------- | -------------- | -------------- | ----- |
| 1.             | Chickenshit    | John Cale      | 3:25  |
| 2.             | Memphis        | Chuck Berry    | 3:15  |
| 3.             | Hedda Gabler   | John Cale      | 7:53  |
| Celková délka: | Celková délka: | Celková délka: | 14:33 |

## Sestava
- John Cale – zpěv, kytara, klavír, viola
- Ritchie Fliegler – kytara
- Chris Spedding – kytara v „Memphis“[3]
- Jimmy Bain – baskytara
- Bruce Brody – Moog syntezátor
- Kevin Currie – bicí
- Jane Friedman – doprovodný zpěv